# Amorphicola
Amorphicola är ett släkte av insekter. Amorphicola ingår i familjen rundbladloppor.
Kladogram enligt Catalogue of Life:
| Amorphicola | \| \| Amorphicola amorphae \| \| \| \| \| \| Amorphicola pallida \| \| \| \| |
|             | \| \| Amorphicola amorphae \| \| \| \| \| \| Amorphicola pallida \| \| \| \| |
|             | Amorphicola amorphae                                                         |
|             |                                                                              |
|             | Amorphicola pallida                                                          |
|             |                                                                              |